# Bayerisches Viertel

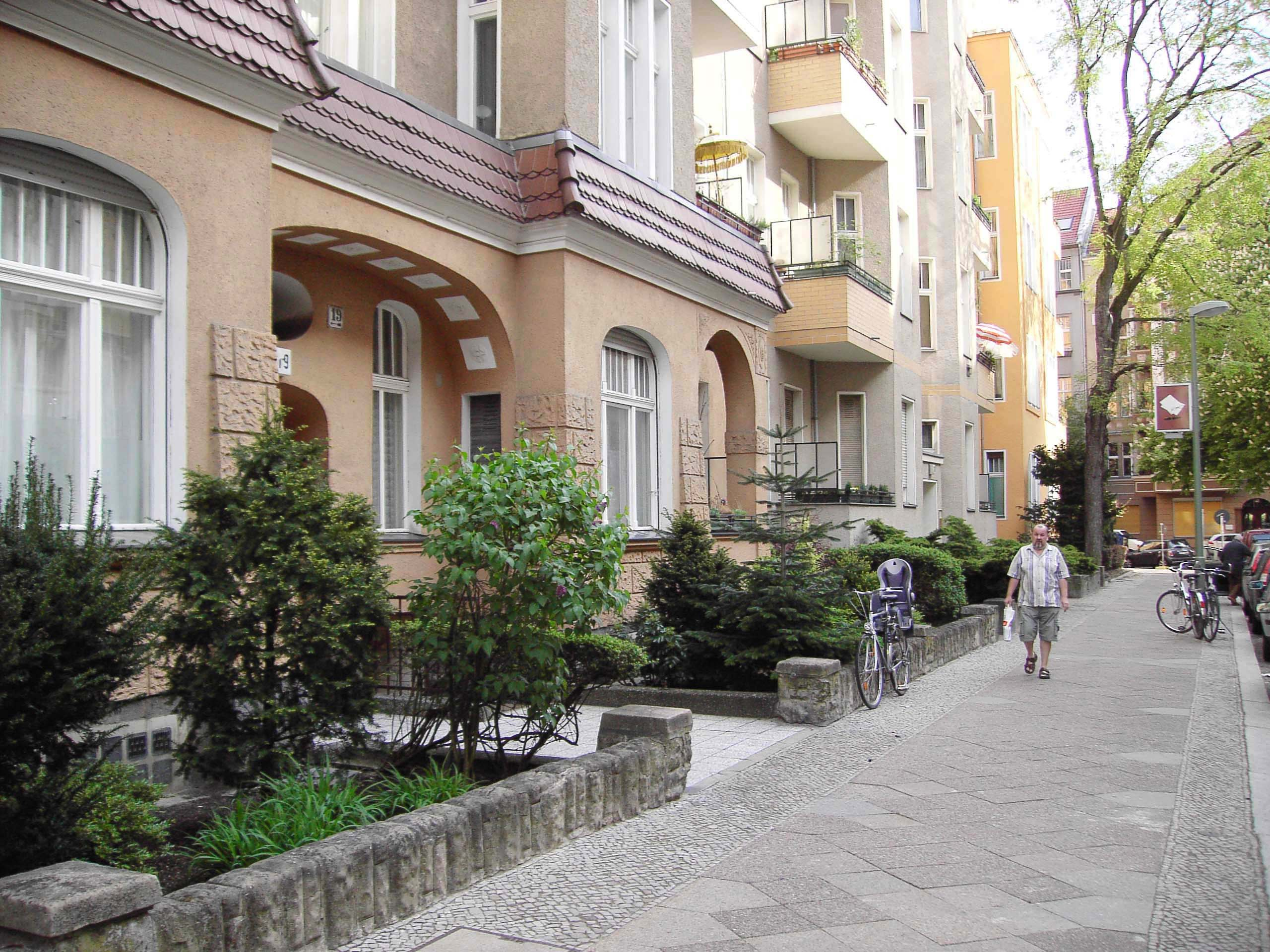
Bayerisches Viertel

Bayerisches Viertel är ett bostadsområde i stadsdelen Schöneberg i Berlin. Den ligger runt om Bayerischer Platz nära Berlins västra centrum. Området skapades i början av 1900-talet.
Bayerisches Viertel byggdes av Berlinische Boden-Gesellschaft och dess grundare Salomon Haberland 1900-1914 som nytt bostadsområde för Berlins borgerliga familjer. Staden Schöneberg och dess borgmästare Rudolph Wilde ville få högre skatteintäkter genom att få ekonomiskt starkare delar av befolkningen. Området koncipierades med stora våningar med plats före representation, trädgårdar och gröna oaser. Byggnader utmärktes genom sina utsmyckningar och områdets gator är namngiven efter platser i Bayern. Området fick också en påkostad tunnelbana som går genom stadsdelen och idag är linje U4 i Berlins tunnelbana.
Invånare i stadsdelen när den var ny var läkare, advokater, högre tjänstemän, konstnärer och intellektuella. Bland stadsdelens invånare finns namn som Albert Einstein, Alfred Kerr, Arno Holz, Eduard Bernstein, Erich Fromm, Gottfried Benn, Emanuel Lasker, Rudolf Breitscheid, Erwin Piscator, Marcel Reich-Ranicki. Området hade fram till förintelsen en stor judisk befolkning och det fanns tidigare en synagoga i området. Bayerisches Viertel förstördes av de allierades bombningar under andra världskriget, 75 procent av området förstördes. Återuppbyggnaden efter kriget gjordes i en annan stil.

## Källa
Den här artikeln är helt eller delvis baserad på material från tyskspråkiga Wikipedia, Bayerisches Viertel, tidigare version.